# Cavaleria ușoară (operetă)
 Cavaleria ușoară  (titlul original: în germană Leichte Kavallerie sau Die Töchter der Puszta / Fiicele Pustei) este o operetă în două acte de Franz von Suppé, al cărui libret a fost scris de Carl Costa, premiera având loc la „Carltheater” în Viena.

## Preambul
Legenda conform căreia opereta care parodiează armata austriacă, a fost interzisă după războiul pierdut împotriva Prusiei din 1867, este la fel de greșită ca afirmația că opereta nu mai poate fi jucată, deoarece prea glorifică armata. Viața de husar este înfățișată ca fiind romantică, dar nu glorificată. Cavaleria ușoară este prima operetă vieneză care a introdus elementul maghiar în muzică cu mult înaintea operetei Voievodul țiganilor (1895, Johann Strauss).

## Conținut
Actul I – În piață
Vilma este o orfană care a fost crescută de comunitate. Acum a devenit o tânără frumoasă și întoarce capul tuturor bărbaților. Aceasta este un ghimpe în ochii soțiilor și se plâng primarului Bums și consilierului municipal Pankraz pentru comportamentul după părerea lor destrăbălat al Vilmei. Bums și Pankraz sunt îndrăgostiți în secret de Vilma, dar, la îndemnul soțiilor lor geloase, trebuie să convoace consiliul pentru a decide să o alunge pe Vilma, dar consiliul municipal nu ajunge la niciun rezultat
Vilmei nu-i pasă de clevetirile oamenilor pentru că este îndrăgostită de Hermann. Această idilă este întreruptă de sosirea husarilor maghiari. Sub conducerea sergentului Janos, ei se încartiruiesc la localnici, femeile primind soldații cu cordialitate.
Actul II – În piață
În zadar încearcă Hermann să se căsătorească cu Vilma. Tutorele său, primarul Bums, refuză să-și dea consimțământul, pentru că încă își face speranțe pentru tânăra drăguță. Dezamăgit, Hermann vrea să se înroleze la husari și prin urmare vorbește cu Janos. Acesta vrea să-l ajute pe Hermann, deoarece a observat cât de modest este considerat în sat. Vrea să joace o farsă locuitorilor, femei și bărbați, pentru a-i învăța minte.
Janos promite în secret lui Bums și Pankraz să le aranjeze o întâlnire tête-à-tête cu Vilma. În locul lui Vilma, el o ademenește pe Eulalia, soția lui Pankraz, la această întâlnire. Eulalia, care nu este împotriva unei relații cu Janos, crede că îl va întâlni pe acesta la locul stabilit. Janos aranjează astfel încât Apollonia, soția lui Bums, să se afle și ea în apropiere și să poată vedea totul cu ochii ei. Din întâmplare, husarii Carol și Ștefan se întâlnesc cu fetele din sat, Dorothea și Regina, tot în acest loc întunecat.
Lui Janos îi pare rău pentru nefericiții îndrăgostiți, Hermann și Vilma, pentru că și el a pățit-o asemănător. Când era tănăr, o iubea pe Zinka, dar nu avea voie să se căsătorească cu ea din cauza sărăciei sale. A trebuit să o părăsească și nu o mai văzuse niciodată. În timp ce se gândea la vechea sa dragoste, își aduce aminte o melodie pe care au cântat-o mereu cu Zinka și pe care nimeni nu o mai știe. Deodată aude această melodie. Dar nu Zinka, ci Vilma cântă melodia tristă pe care o învățase de la mama ei în copilărie.
Janos o caută pe cântăreață în întuneric și o găsește pe Vilma. Întrebările sale dezvăluie că, spre marea surpriză, Vilma este fiica sa. Pe cât de mare e furia pentru cum a fost tratată în sat Vilma, tot atâta de mare este bucuria pentru fiica regăsită. Gluma pe care o pregătise s-a terminat. După ce toată lumea implicată s-a ridiculizat pe cât posibil, Janos îl obligă pe primar să accepte nunta lui Vilma cu Hermann.
Când Bums își dă binecuvântarea, se aude semnalul pentru plecare. Hussarii se adună în piață și călărind, pleacă mai departe tot atât de fericiți, cum au venit. Cavaleria ușoară și-a făcut datoria.

## Personaje
- Bums, primarul (bas)
- Apollonia, soția sa (contralto)
- Pankraz, consilierul municipal (rol parlando)
- Eulalia, soția sa (mezzosoprană)
- Weißling, brutarul (rol parlando)
- Dorothea, fiica sa (soprană)
- Kitt, un geamgiu (rol parlando)
- Regina, fiica sa (soprană)
- Vilma, o orfană (soprană)
- Hermann, iubitul Vilmei (tenor)
- Janos, sergentul de husari (bas)
- Stefan, un husar (tenor)
- Carol, un husar
- husari, consilieri, popor